# 勒代桑
勒代桑（法語：Redessan，法語發音：[ʁədɛsɑ̃]）是法国加尔省的一个市镇，位于该省中部偏东南，属于尼姆区。

## 地理
勒代桑（43°49'55"N, 4°29'49"E）面积15.57 平方千米，位于法国奧克西塔尼大區加尔省，该省份为法国南部沿海省份，南端濒地中海，北起顺时针与阿尔代什省、沃克吕兹省、罗讷河口省、埃罗省、阿韦龙省和洛泽尔省接壤。
与勒代桑接壤的市镇（或旧市镇、城区）包括：博凯尔、伯祖斯、容基耶尔圣樊尚、芒迪埃勒、玛格丽特、梅讷。

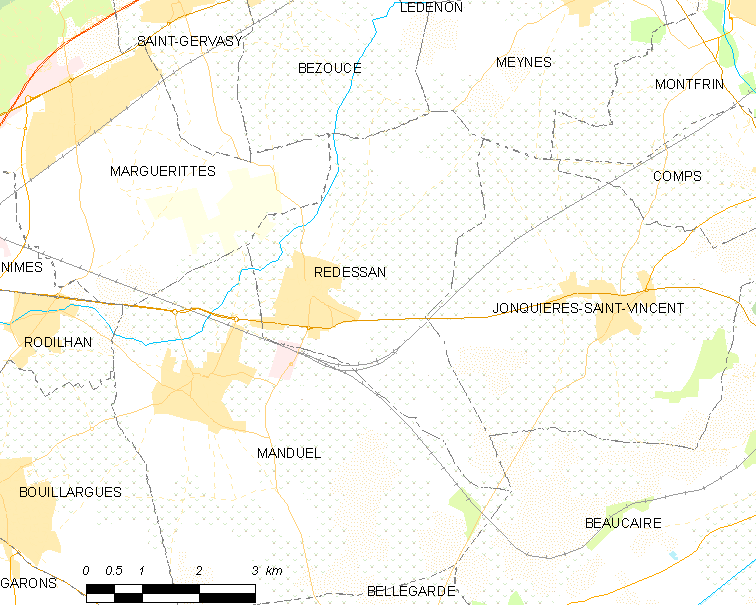
勒代桑的OSM定位图

勒代桑的时区为UTC+01:00、UTC+02:00（夏令时）。

## 行政
勒代桑的邮政编码为30129，INSEE市镇编码为30211。

## 政治
勒代桑所属的省级选区为勒代桑县。

## 人口

1962-2008年间勒代桑人口变化图示

勒代桑于2022年1月1日时的人口数量为4227人。